# Uelzen
Uelzen (kiejtése kb. 'ülcen', város Németországban, Alsó-Szászországban.

## Fekvése
A város Hamburg, Hannover és Ludwigslust között, Lüneburgtől mintegy 35 kilométerre délre, a Lüneburger Heide keleti részén fekvő település.

## Története

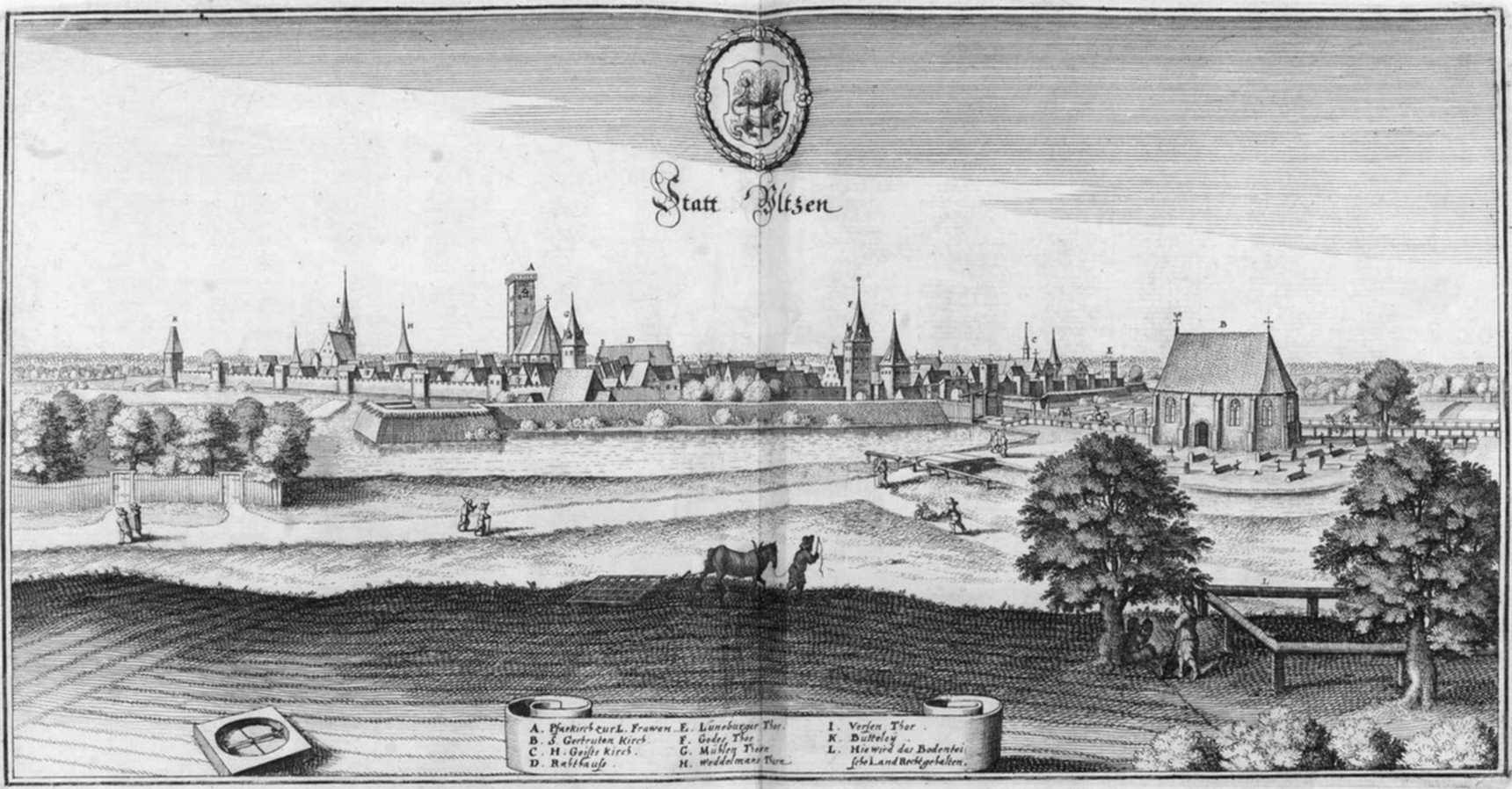
A város látképe 1654-1658 körül

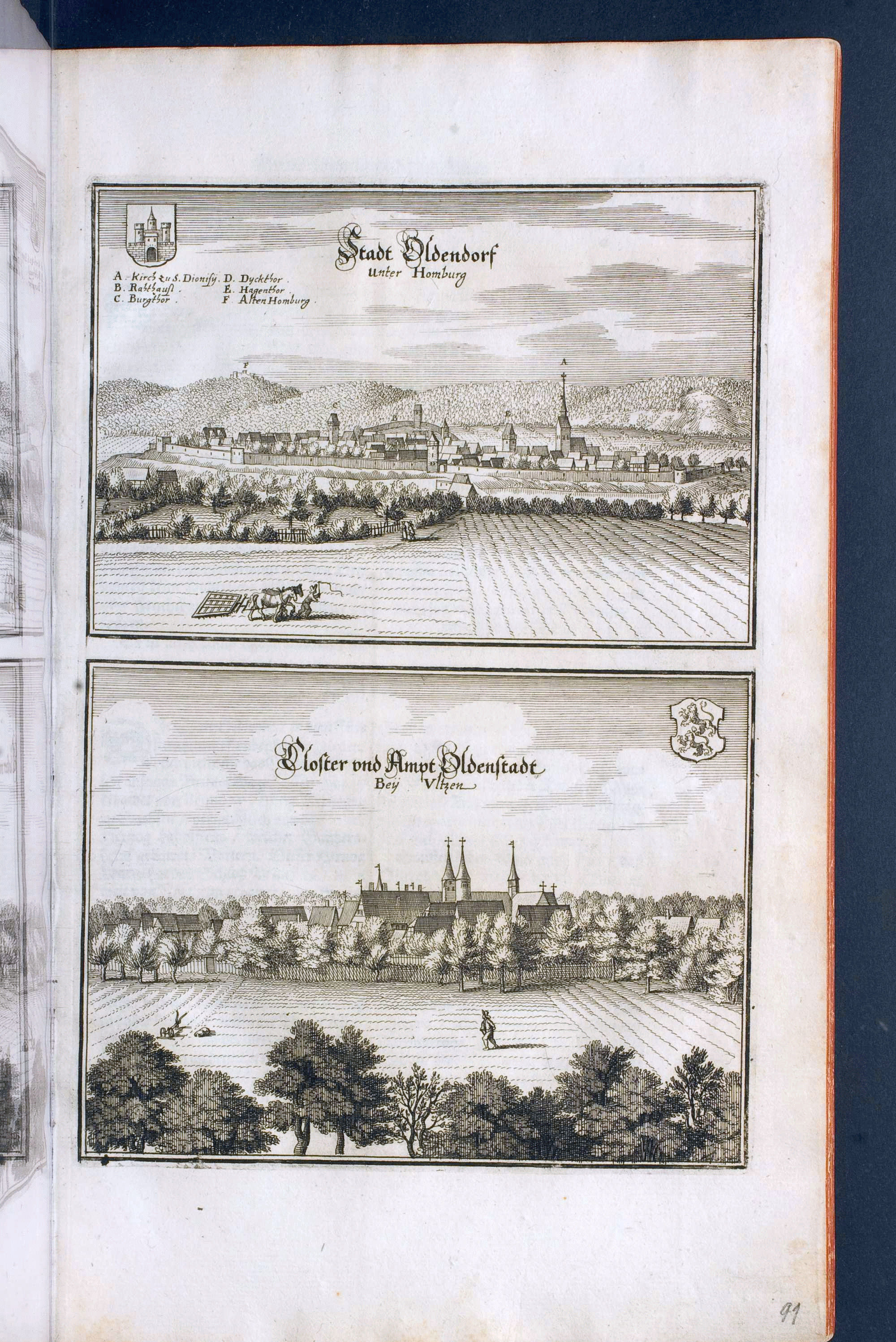

A várost 1250-ben alapították. Alapítása után 20 évvel János Braunschweig-Lüneburg hercege városi joggal  is felruházta, annak köszönhetően, mivel a város a Hamburg-Hannover közötti kereskedelmi útvonal mellett feküdt.
1374-től Uelzen is tagja lett a Hanza városok szövetségének. A város virágzása azonban csak a 17. századig tartott. A harmincéves háború és egy 1646-os pusztító tűzvész nyomán az egykor virágzó város jelentéktelen mezőgazdasági településsé sorvadt. Újjáépítésére csak a 19. század végén, az első ipari üzemek megnyitásával került sor.
1830-ban a város mellett található Ebstorf-kolostor-ban találtak rá a középkor legnagyobb, 1330 körül készült térképére (Ebstorfer Weltkarte), amelyet Gervasius von Tilbury apát leírása alapján készítettek. 1943-ban a térkép eredetije megsemmisült, fakszimiléje a kolostorban található.

## Nevezetességek
- Mária templom (St. Marienkirche) - A 13.-14. század között épült.
- Szentlélek kápolna (Heiligen-Geist-Kapelle) - 1321-ben említették először. Mária oltára 1520-ból való.
- Malommúzeum (Mühlenmuseum Suhlendorf) - a várostól 15 km-re található a B 71-es úton. Itt 36 vízi- és szélmalommásolat látható különféle országokból és korokból.

## Közlekedés

### Közúti közlekedés
A várost érinti a B4-es (Gifhorn – Lüneburg), B71-es (Salzwedel – Soltau), B191-es (Dömitz – Celle) és a B493-as úton.
z A61-es és az A6-os autópálya.

### Vízi közlekedés
Uelzenben átfut az Elba mellett fekvő csatorna ( Elbe-Seitenkanal), és itt a uelzeni kikötő 1976 óta található.

## Itt születtek, itt éltek
- Friedrich Kuhlau (1786-1832) - német származású dán zeneszerző, a késő klasszicizmus és a korai romantika legfontosabb dániai képviselője.

## Galéria

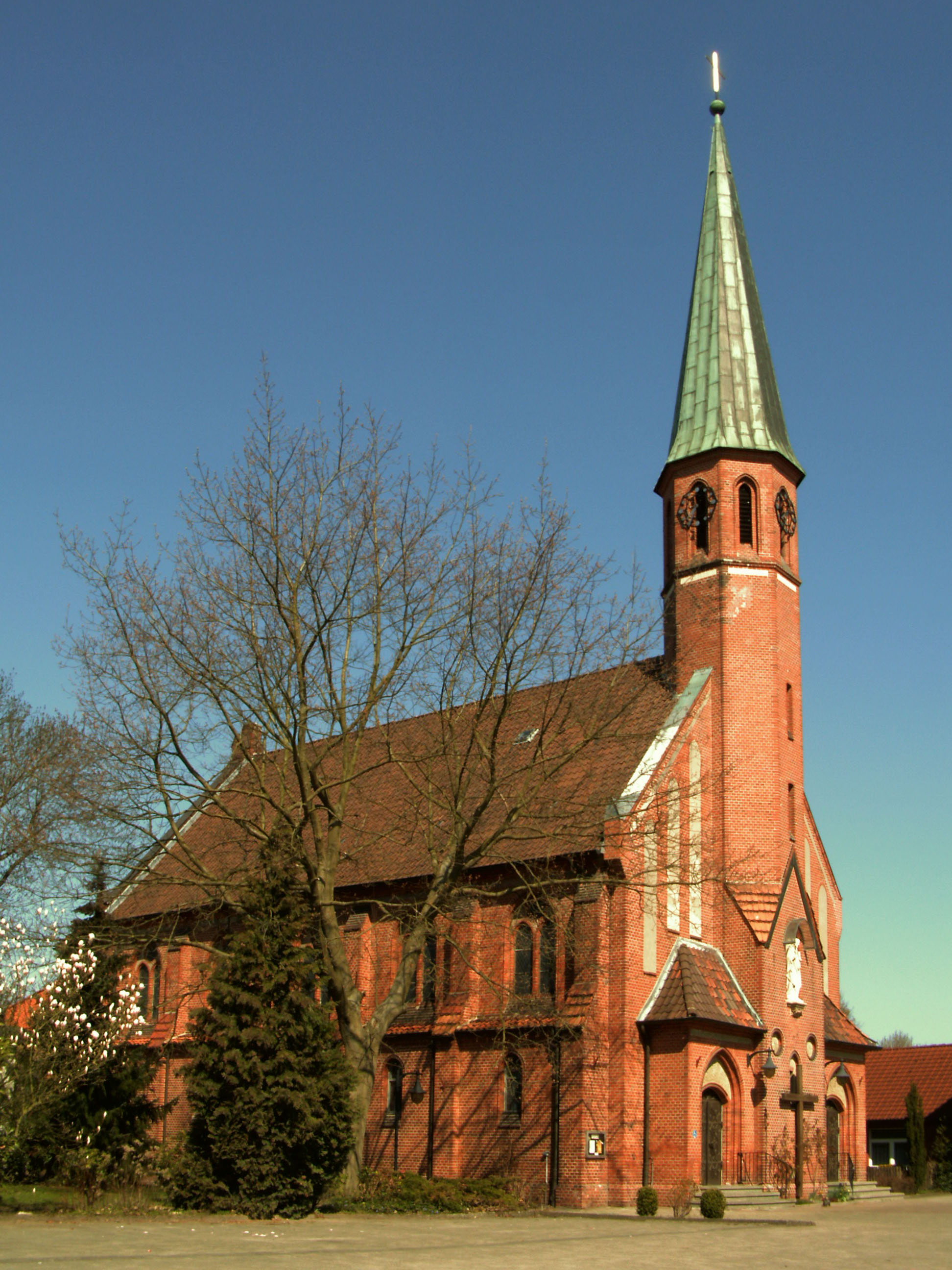
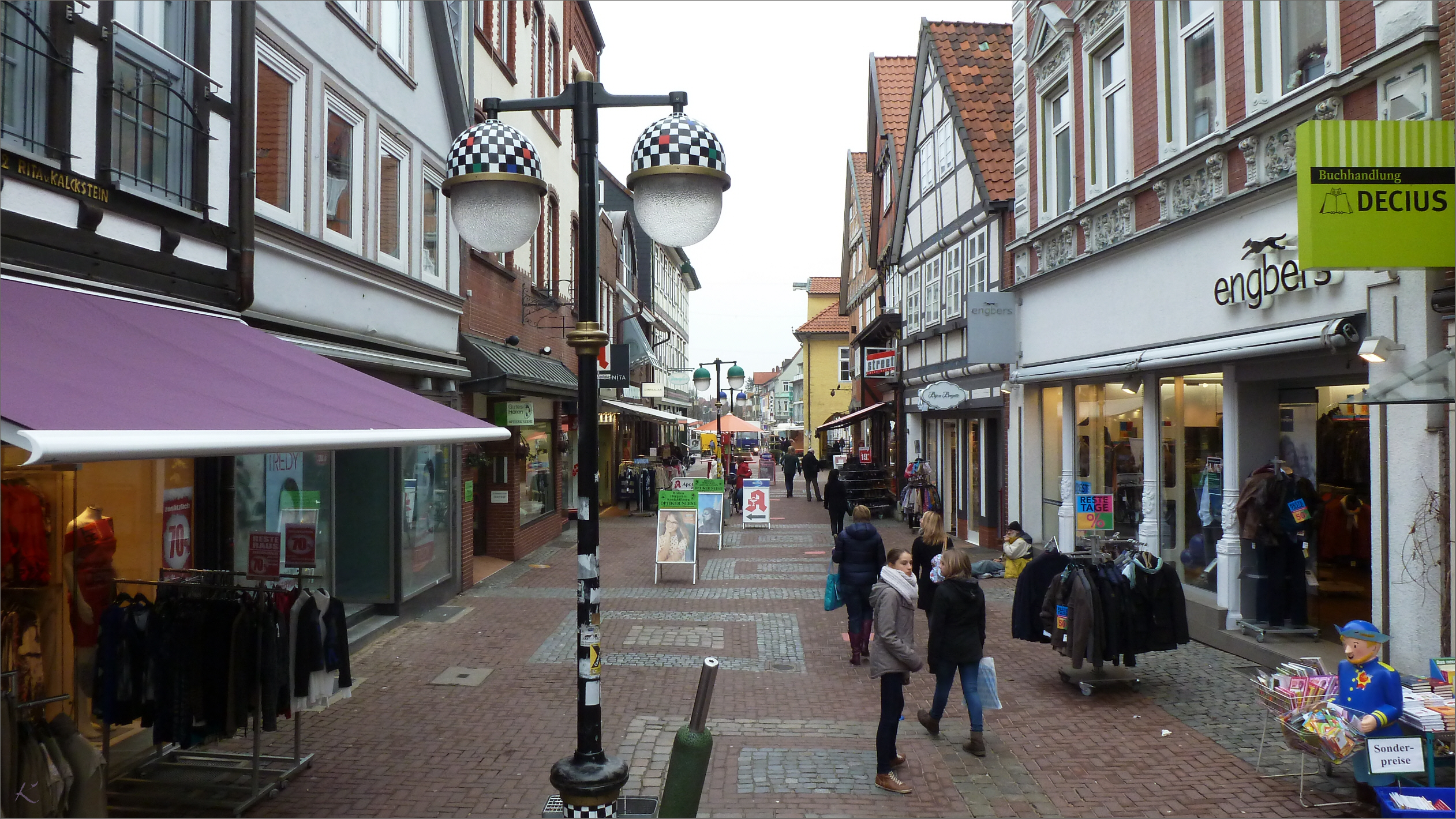
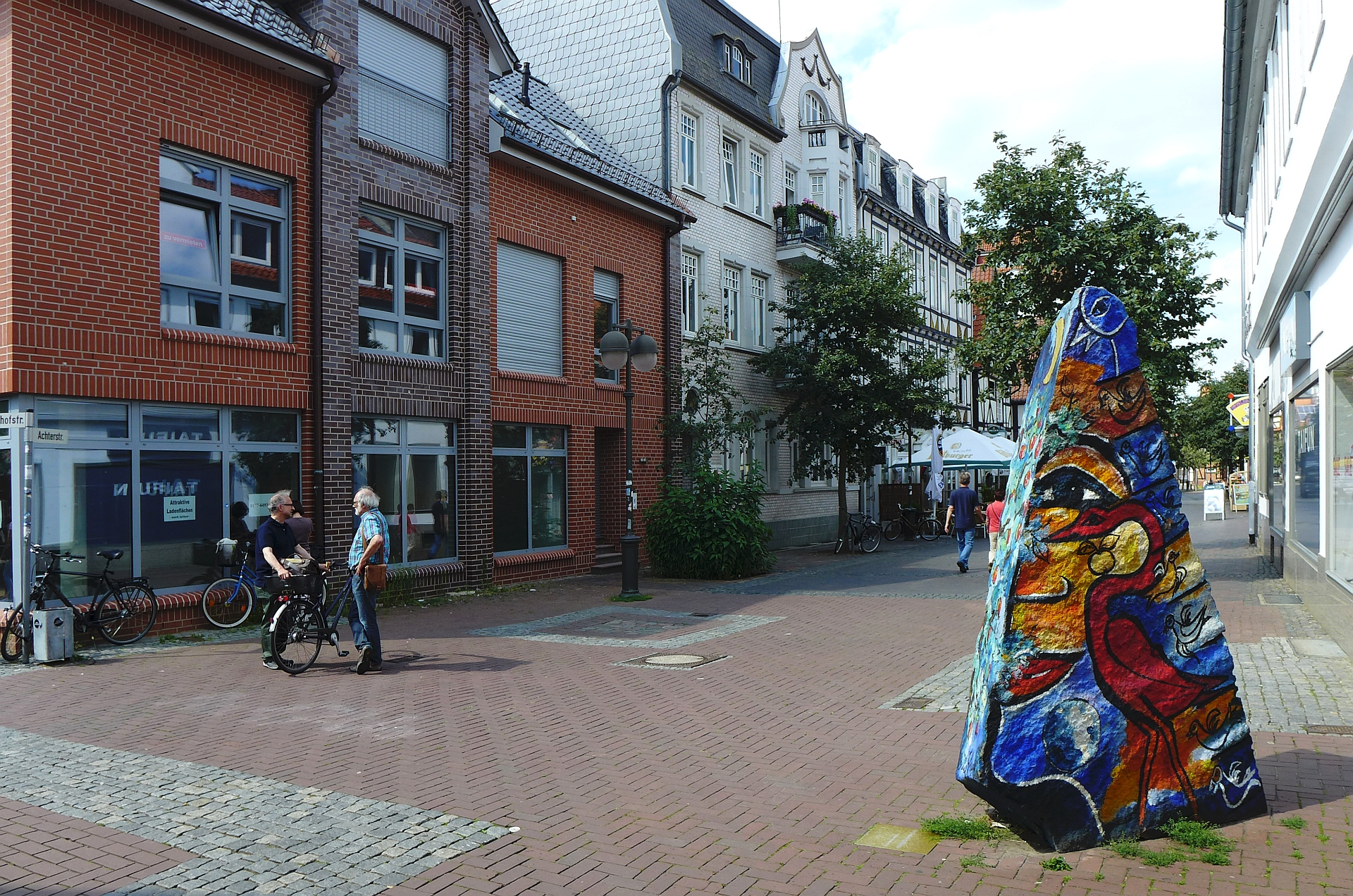
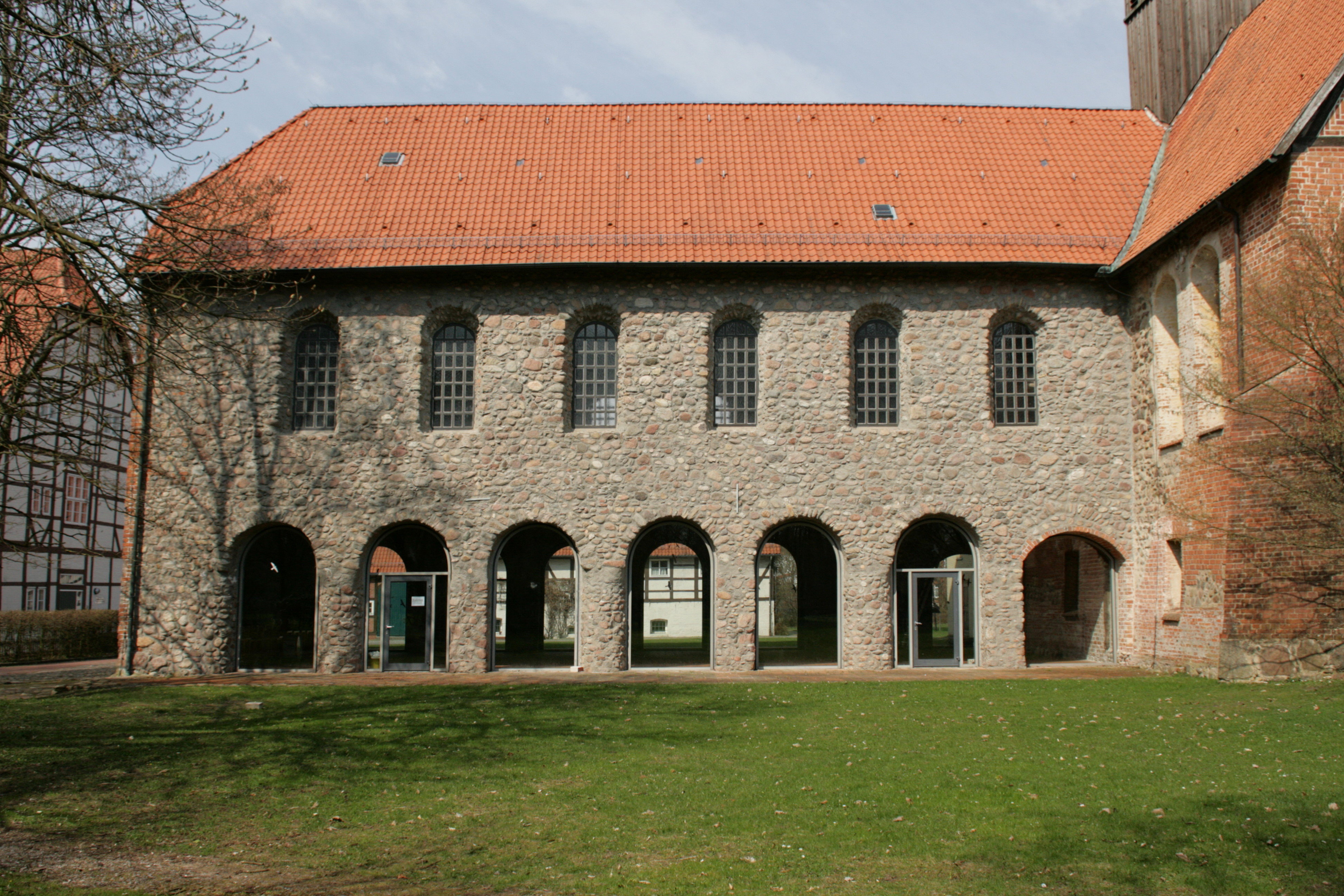
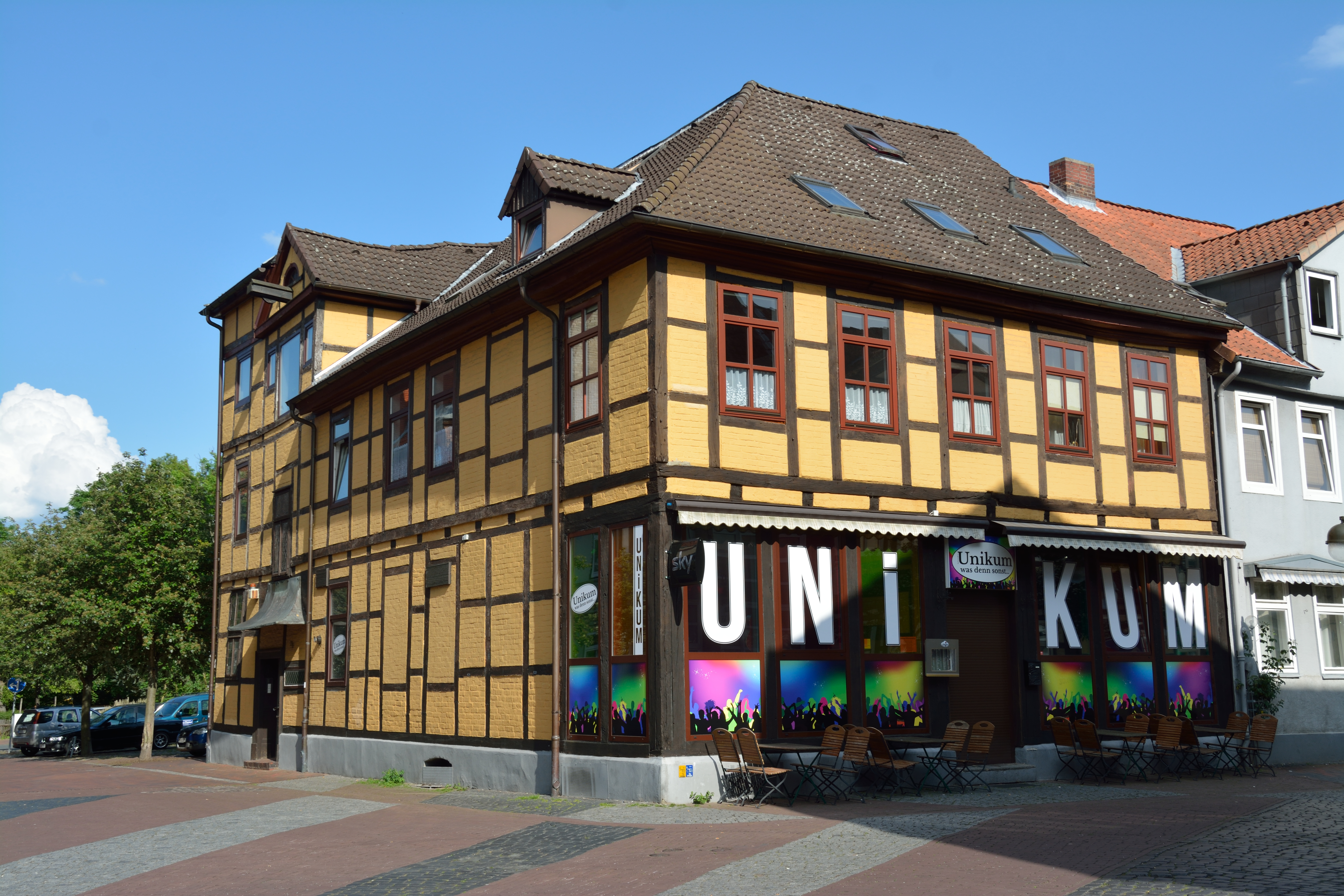
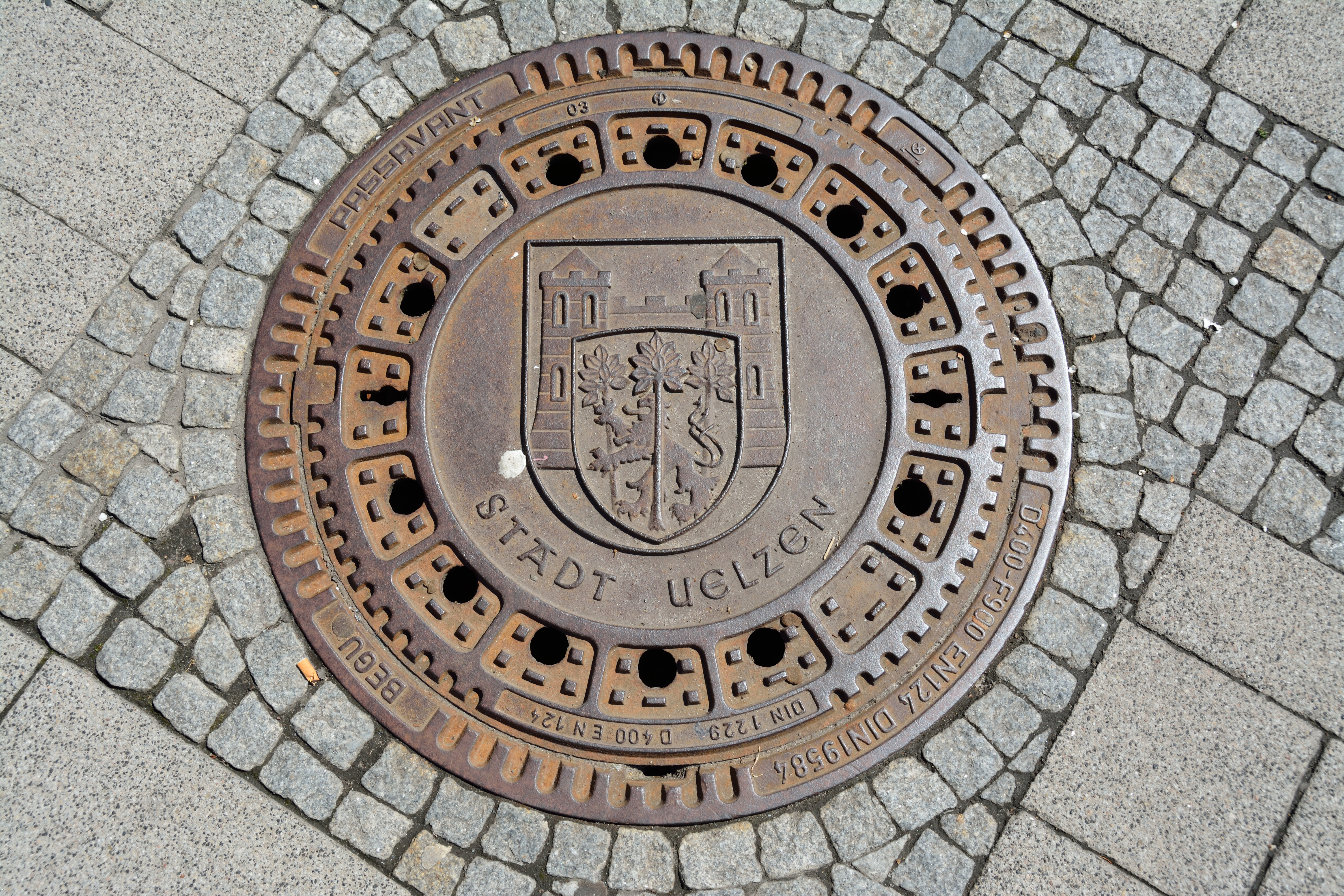
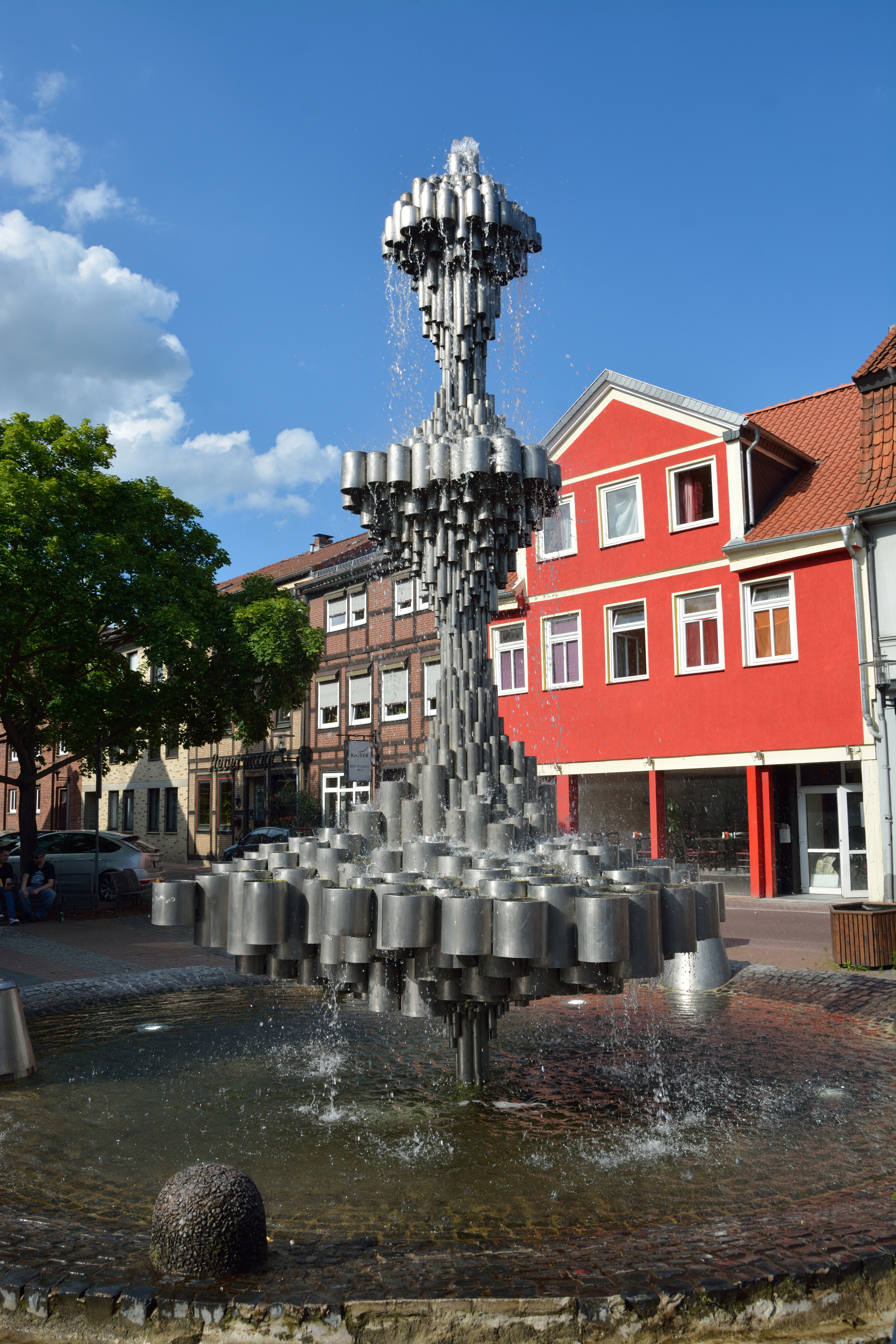
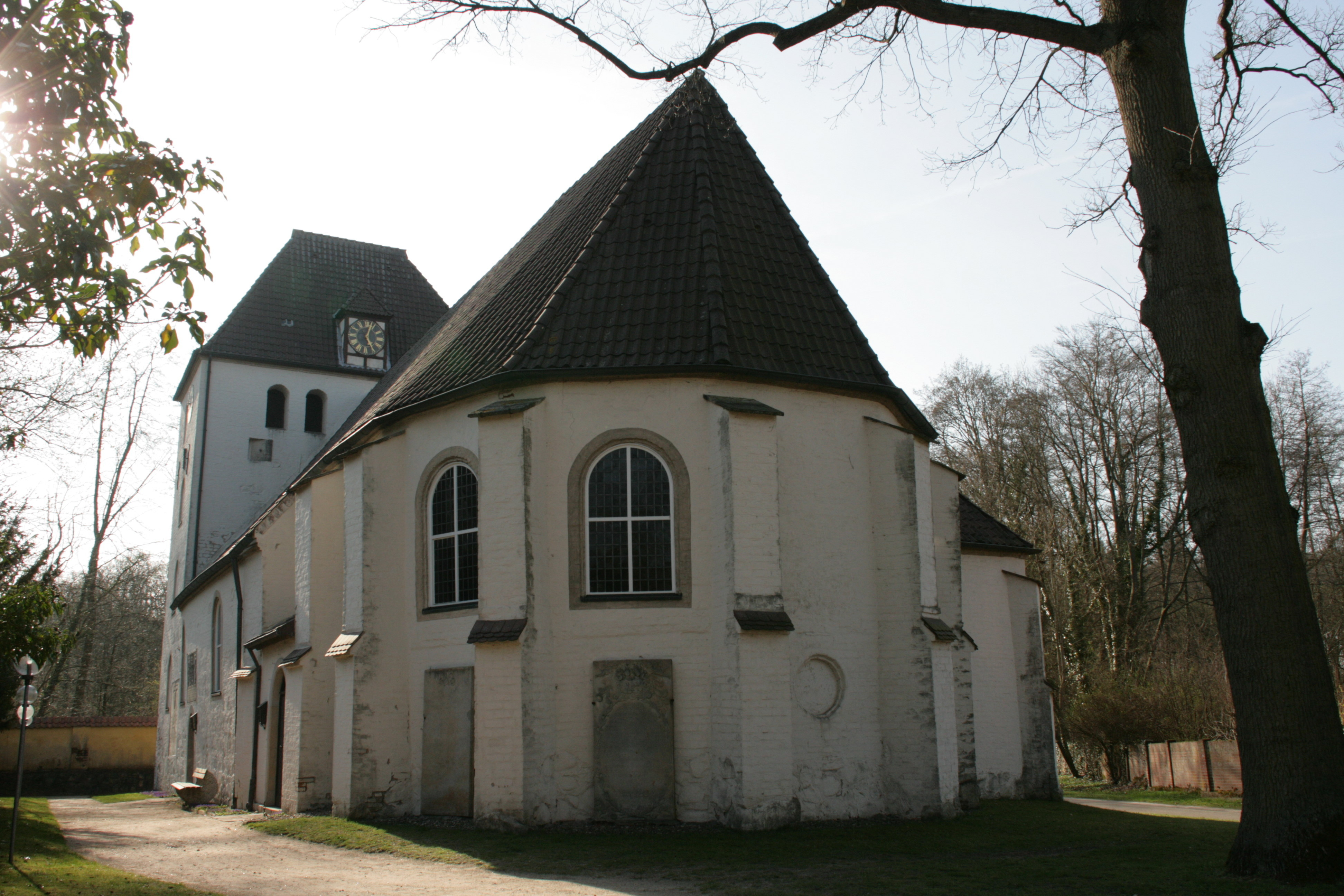
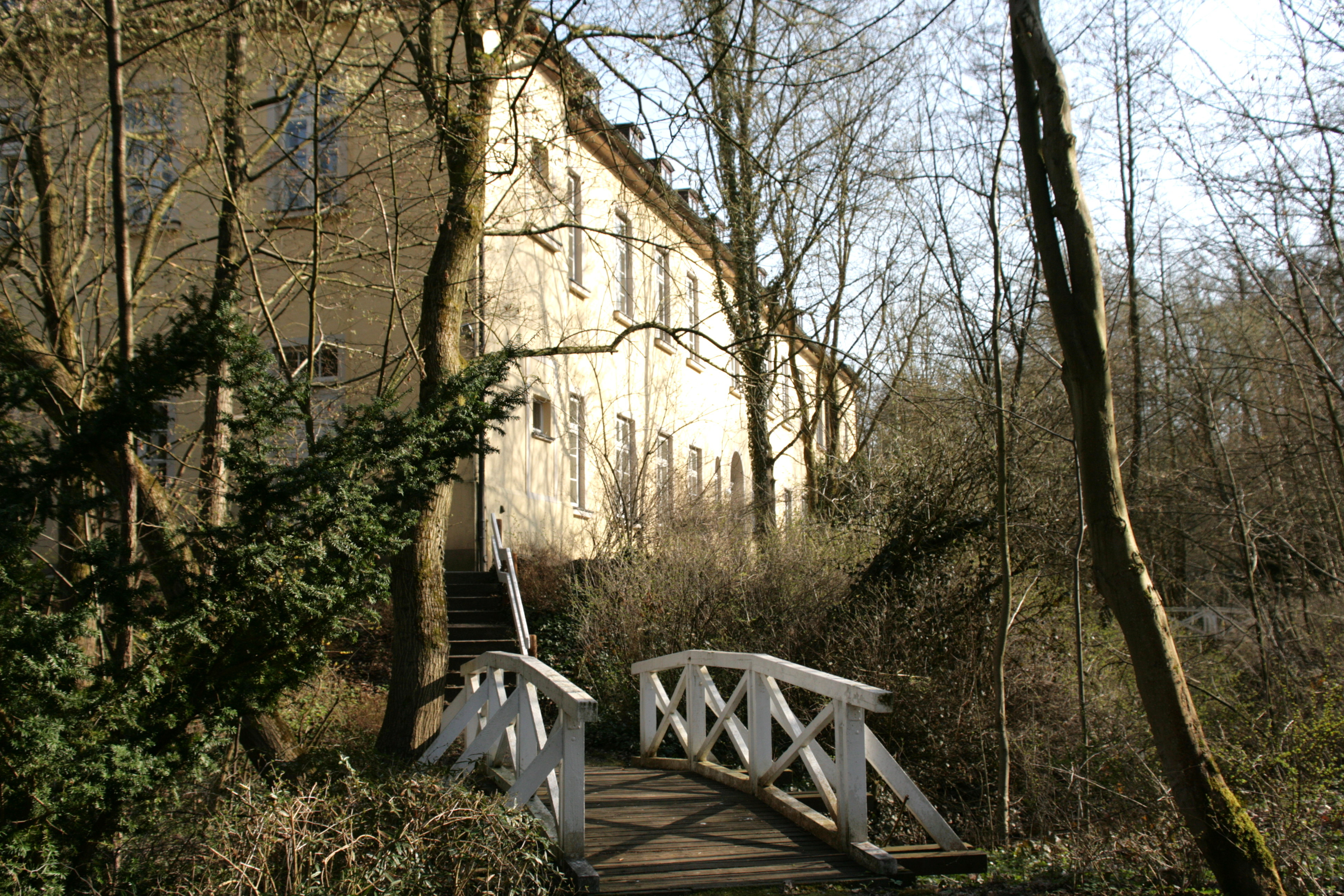
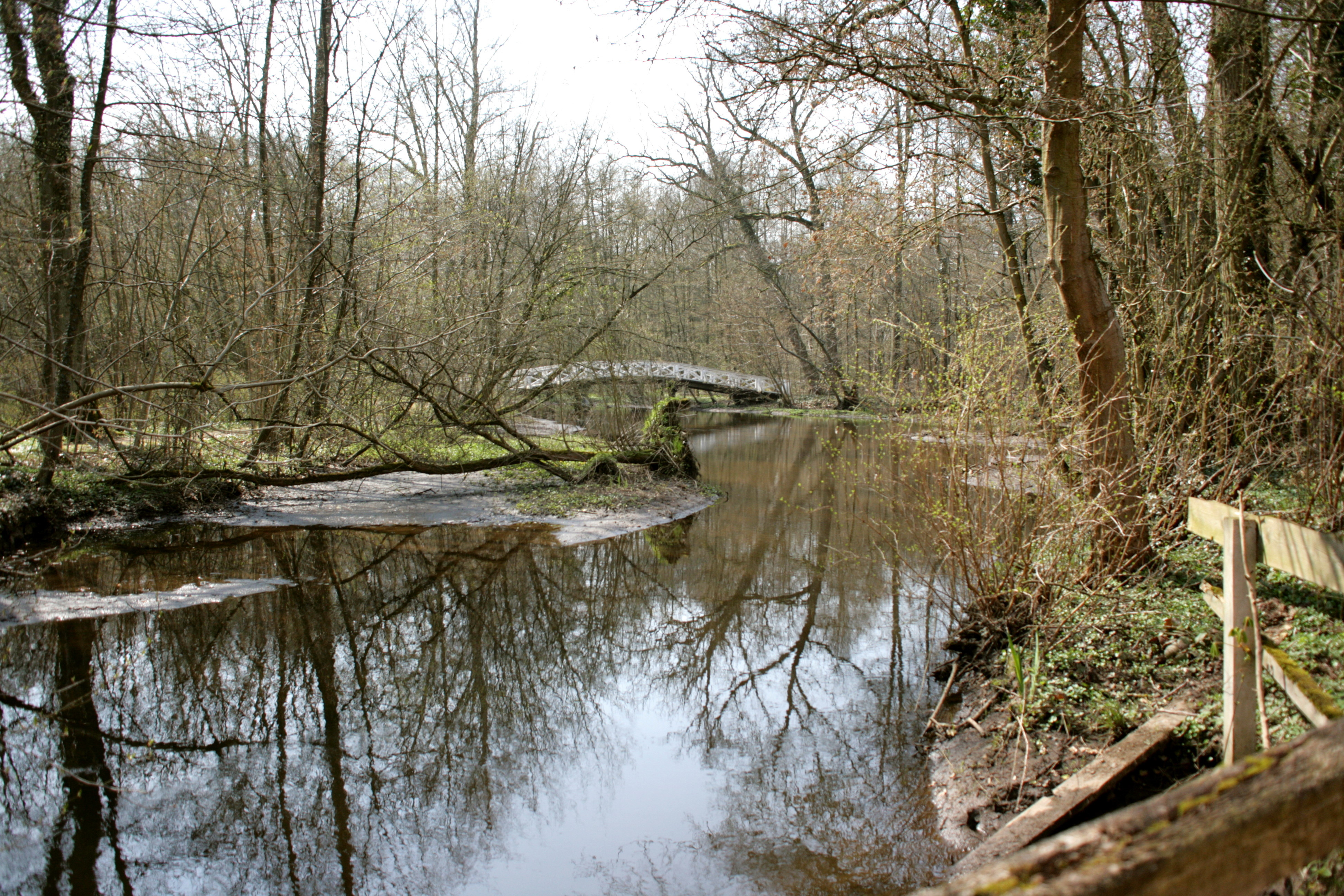
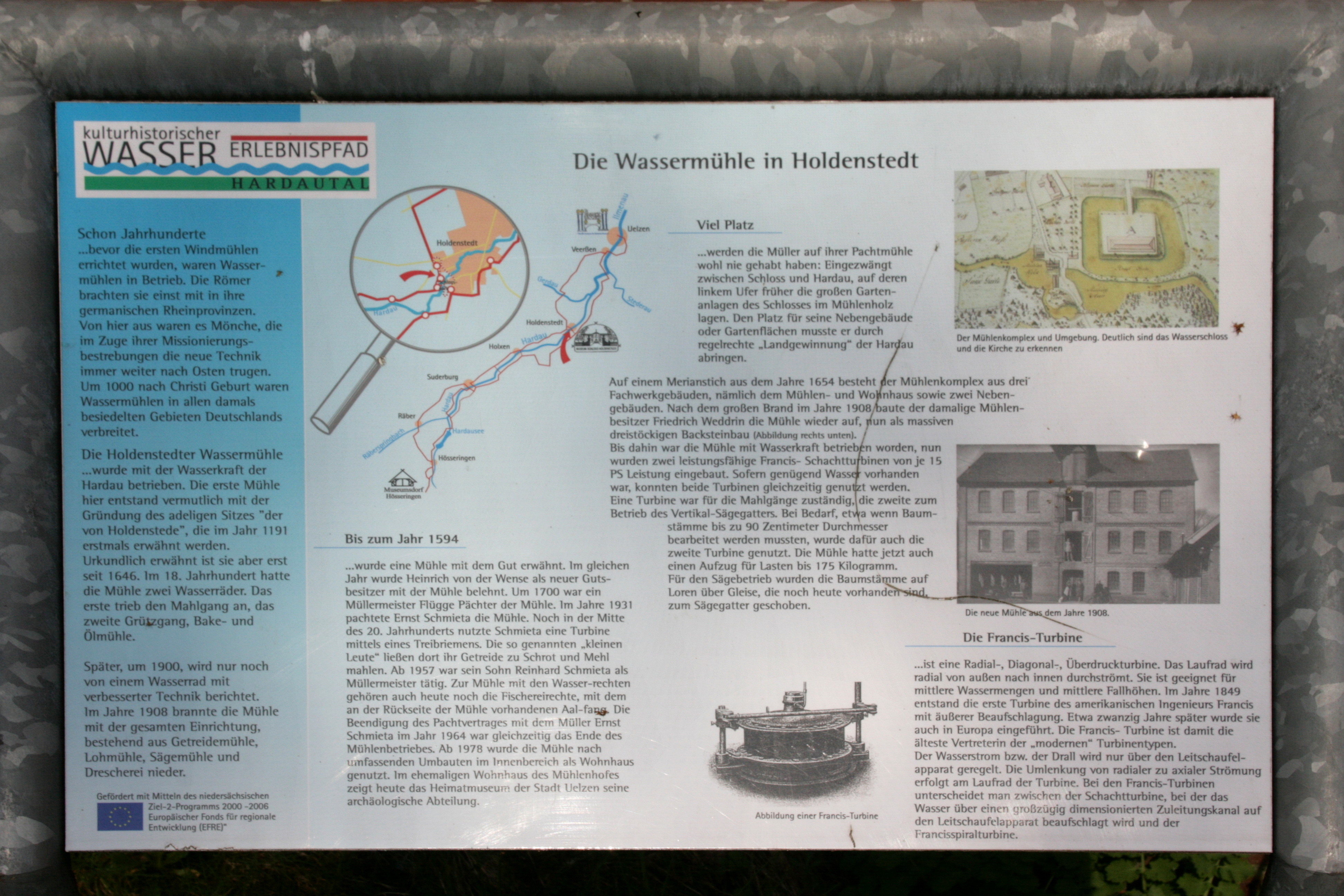
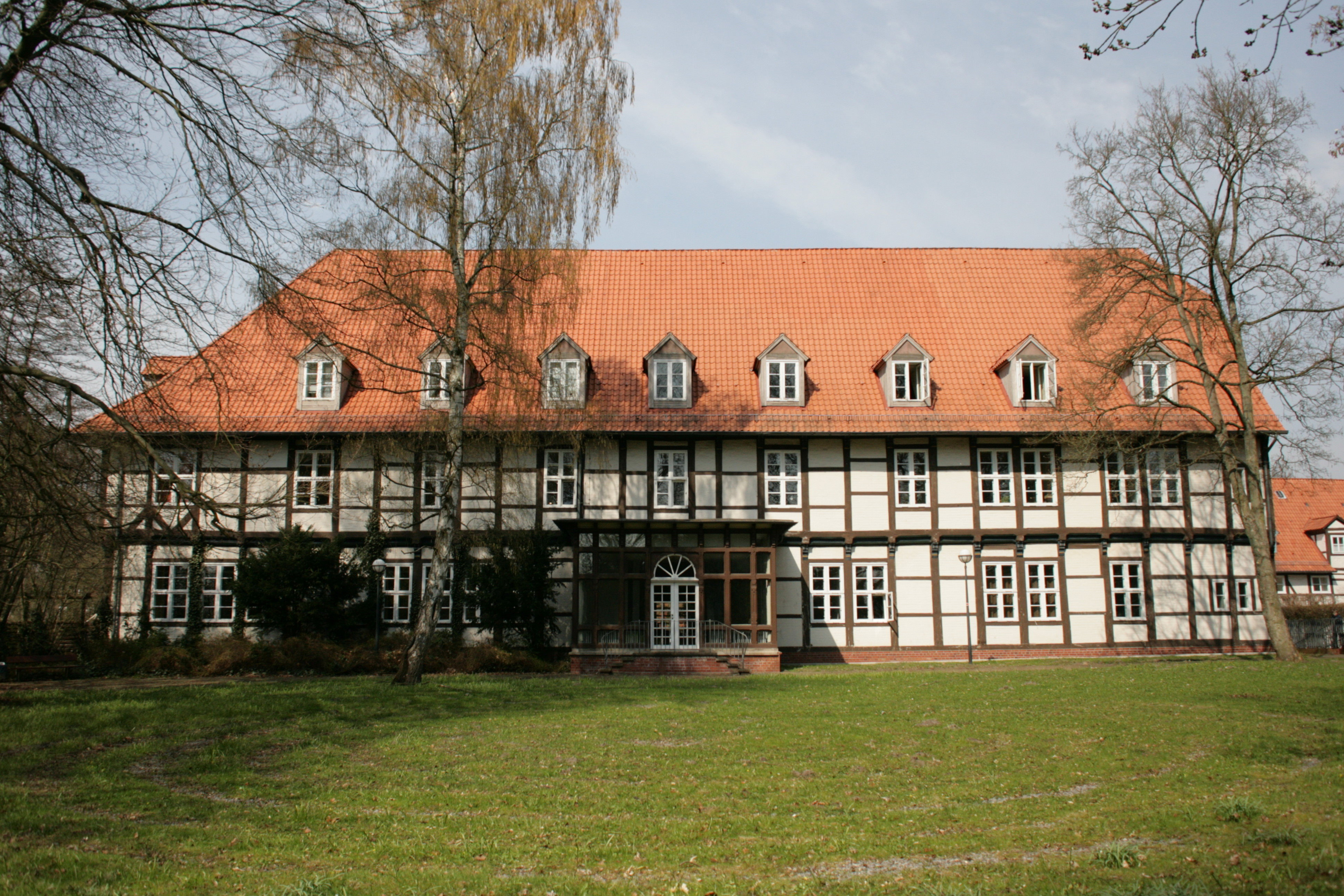